# Яворивский, Владимир Александрович
Влади́мир Алекса́ндрович Явори́вский (укр. Володимир Олександрович Яворівський; 11 октября 1942, село Теклевка — 17 апреля 2021, Киев) — советский и украинский журналист, писатель, политический деятель и народный депутат Украины I, II, IV, V, VI, VII созывов. Член КПСС с 1971 по 1990 год. Борец за независимость Украины в XX веке. Член партии ВО «Батькивщина» с 2007 года Радиоколомнист Украинского радио и член первого Наблюдательного совета Общественного вещания.

## Биография
Родился 11 октября 1942 года в селе Теклевка (ныне Крыжопольский район, Винницкая область, Украина) в семье колхозников.
В 1964 году окончил ОГУ имени И. И. Мечникова по специальности «Украинский язык и литература». Работал в СМИ на разных должностях: редактором одесского радио, корреспондентом редакции газет «Запорожская правда», «Прапор юності» (рус. «Знамя юности»), «Литературная Украина», запорожского радио, киносценаристом львовского телевидения, литературным консультантом, референтом Союза писателей УССР, заведующим отдела прозы, заместителем главного редактора журнала «Вітчизна» (рус. «Отчизна»).
Член СЖУ с 1969 года, член СПУ с 1971 года. Некоторое время был секретарём этой организации.
С октября 2001 до ноября 2011 года — председатель Национального союза писателей Украины.

## Политическая деятельность
Владимир Яворивский — один из главных основателей Народного Руха Украины, в 1989 году возглавлял его Оргкомитет по проведению Учредительного съезда.
В 1989—1991 годах — народный депутат СССР от г. Киева, член Межрегиональной депутатской группы Сахарова. В 1990 году объявил о выходе из КПСС.
В период с 1992 по 1999 годы Владимир Яворивский был главой Демократической партии Украины, которая выступала за независимость Украины от СССР и проведение демократических реформ.
С 1990 по 1998 годы — народный депутат Украины I и II созывов, возглавлял Комиссию по вопросам Чернобыльской аварии (1990—1994 годы), подкомитет по связям с соотечественниками, проживающими за пределами Украины, Комитет по правам человека, национальных меньшинств и межнациональных отношений.
На протяжении 1996—1999 годов — председатель Комитета Национальной премии Украины им. Т. Г. Шевченка.
В 1997—2001 годах — член Совета по вопросам языковой политики при Президенте Украины.
В марте 1998 года — кандидат в народные депутаты Украины от «Блока демократических партий — НЭП» по избирательному округу № 96 в Киевской области. Член групп «Конституционный центр» и «Державність» (рус. «Государственность»). Выборы проиграл.
Народный депутат Верховной рады Украины IV созыва с 2002 по 2006 год по избирательному округу № 123 Львовской области. Член фракции «Наша Украина» ВРУ с мая 2002 года, председатель подкомитета по вопросам свободы слова и информации с июня 2002 года, глава Политсовета, член правления партии Реформы и порядок с мая 1999.
В 2006 году избран в Верховную раду Украины V созыва по многомандатному округу от «Блока Юлии Тимошенко» — избирательный блок политических партий Всеукраинское объединение «Батькивщина», «Украинская социал-демократическая партия», № 22 в списке. Член депутатской фракции «Блок Юлии Тимошенко», председатель Комитета Верховной Рады Украины по вопросам культуры и духовности.
Народный депутат Украины VI-го созыва с 23 ноября 2007 года от «Блока Юлии Тимошенко», №22 в списке. Во время выборов: председатель Национального союза писателей Украины, член партии ВО «Батькивщина». Член фракции «Блок Юлии Тимошенко» (с 23 ноября 2007 г.). Председатель Комитета по культуре и духовности (с 26 декабря 2007).
На выборах в Верховную Раду 2012 кандидат в народные депутаты в округе № 213 (часть Деснянского района города Киева).
Глава Национального союза писателей Украины с октября 2001 по ноябрь 2011 года.
На Первом канале украинского радио Национальной радиокомпании Украины вёл авторскую программу «20 минут с Владимиром Яворивским», которая выходила каждую среду в 22:30 а также в повторе в 10:30 в воскресенье. 7 июля 2010 года, после победы на президентских выборах Виктора Януковича, вышел в эфир последний выпуск программы, после этого программу сняли с эфира — во второй раз за время своего существования (первый раз — при президентстве Леонида Кучмы). Причиной закрытия программы стало решение совета Национальной радиокомпании Украины о переформатировании вещания и снятия всех авторских передач из эфира.
22 февраля 2014 года внёс в Верховную раду Украины «Проект Закона о внесении изменений в Уголовный кодекс Украины об отмене нормы об ответственности за выражение собственного мнения относительно отрицания или оправдания преступлений фашизма». После жёсткой реакции со стороны России проект был им отозван 18 марта 2014 года.
В течение 2017 года в эфире «Центрального канала» (Киевская государственная региональная телерадиокомпания (КДРТРК), с осени 2017 — ТО «Центральный канал», с сентября 2019 года — UA: КИЕВ) выходила авторская программа «Что же мы за народ такой?». Режиссерами телепрограммы были Максим Яковчук (украинский фотограф, общественный деятель, режиссер телевидения, переводчик и журналист) и Магер Барвахан — главный режиссер Киевской государственной региональной телерадиокомпании.
На протяжении многих лет (с двумя многолетними перерывами) вел на Первом канале Украинского радио авторскую передачу «20 минут с Владимиром Яворивским».
Трансляция последнего выпуска авторской публицистической передачи «20 минут с Владимиром Яворивским» состоялась на «Украинском радио» в 11:40, 18 апреля 2021 года.

## Смерть
Владимир Яворивский скончался 16 апреля 2021 года на 79 году жизни. Яворивский был похоронен 19 апреля 2021 года на Байковом кладбище в Киеве (участок №42а).

## Неоднозначное восприятие повести «Вечные Кортелисы» в наше время
В. А. Яворивский является лауреатом Государственной премии УССР им. Т. Г. Шевченко 1984 года за повесть «Вечные Кортелисы», в которой описана деятельность ОУН—УПА на Западной Украине в 1942 году, в частности трагедия села Кортелесы. Ряд украинских авторов, в частности, кандидат философских наук Андрей Ставицкий, подвергают сомнению историческую и художественную ценность данного литературного произведения, а также искренность его автора.
В октябре 2007 года Владимир Яворивский, отвечая на вопросы читателей интернет-издания «Главред», на вопрос о его повести «Вечные Кортелисы», ответил следующее:

Я не собираюсь переписывать эту книгу. Просто почистил некоторые мелкие детали. Что я и сделал, переиздавая её в своем трехтомнике. Я не мог бы написать «Вечные Кортелисы» по-другому, потому что это была бы совсем другая книга.— Владимир Яворивский ответил на вопросы читателей «Главреда»

## Награды и премии
- Государственная премия УССР имени Т. Г. Шевченко (1984) — за повесть «Вічні Кортеліси» (1984)
- орден «За заслуги» (Украина) III степени (23 августа 2005)[17]
- премия имени Дмитрия Загула (2005)
- орден Христа Спасителя УПЦ КП (2011)[18]
- Лауреат Шевченковской премии (1984 год)
- В 2016 году получил награду от Порошенко по случаю 25-летия Независимости Украины.[19]

## Литературные произведения

### Сборники рассказов
- «А яблоки падают» (укр. «А яблука падають», 1968)
- «Гроздь зрелого винограда» (укр. «Гроно стиглого винограду», 1971)

### Сборники очерков
- «Крылья отточенные небом» (укр. «Крила вигострені небом», 1975)
- «Здесь, на земле» (укр. «Тут, на землі», 1977)
- «И в море помнить источник» (укр. «І в морі пам'ятати джерело», 1980)
- «Право собственного имени» (укр. «Право власного імені», 1985)
- «Что же мы за народ такой?» (укр. «Що ж ми за народ такий?», 1982)

### Повести
- «С высоты сентября» (укр. «З висоти вересня», 1968)
- «Вечные Кортелисы» (укр. «Вічні Кортеліси», 1984)
- По его рассказу «Варвара среди варваров» О. Бийма создал телефильм «Прощание с Каиром» (2002).
- «Самая длинная ночь президента» (укр. «Найдовша ніч президента», 2011)[20]

### Романы
- «Цепная реакция» (укр. «Ланцюгова реакція», 1978)
- «Оглянись с осени» (укр. «Оглянься з осені», 1979)
- «Автопортрет с воображения» (укр. «Автопортрет з уяви», 1980)
- «Мария с полынью в конце века» (другое название — «Полынь») (укр. «Марія з полином у кінці століття», 1988)
- «Кризис» (укр. «Криза», 2000)